# Czwartorzęd
Czwartorzęd (Q) – najmłodszy okres ery kenozoicznej, który zaczął się 2,58 mln lat temu z końcem neogenu i wciąż trwa. Dzieli się na:
- plejstocen od 2,58 mln do 11,7 tys. lat temu,
- holocen od 11,7 tys. lat temu do dziś.

## Inne podziały
We wcześniejszym podziale okresem poprzedzającym czwartorzęd był trzeciorzęd. Został on później podzielony na paleogen i neogen. Według podziału dokonanego przez Międzynarodową Komisję Stratygraficzną w 2004 r. czwartorzęd miał nie istnieć jako okres, a plejstocen i holocen wchodziły w skład neogenu (23 mln lat temu do chwili obecnej). Na skutek protestów społeczności geologów czwartorzędu w 2006 r. Międzynarodowa Komisja Stratygraficzna przywróciła formalne stosowanie nazwy czwartorzęd w randze okresu, przesuwając zarazem jego dolną granicę z 1,80 na 2,58 mln lat, a więc obejmując także ostatnie piętro pliocenu – gelas.

Quaternary is recommended as a formal Period/System of the Cenozoic. It is the interval of oscillating climatic extremes (glacial and interglacial episodes) that was initiated at about 2.6 Ma (set equal to base of Gelasian stage), therefore it encompasses the Holocene and Pleistocene epochs and the late Pliocene.

## Stratygrafia czwartorzędu
Ze względu na znaczący wpływ fluktuacji klimatycznych na środowisko naturalne, szczegółowy podział czwartorzędu opiera się na tzw. morskich stadiach izotopowych, określających stosunek zawartości ciężkiego izotopu tlenu O-18 do lekkiego O-16 w głębokich rdzeniach morskich, które stanowią geologiczny zapis zmian klimatycznych z przeszłości. Na obszarach, które zostały w znaczący sposób przekształcone przez lądolody i na obszarze których nagromadziła się znaczna ilość osadów lodowcowych, wprowadzono podziały odnoszący się do kolejnych nasunięć pokrywy lodowej. Podziały te różnią się pomiędzy różnymi państwami i w celu ujednolicenia komunikacji pomiędzy naukowcami, zazwyczaj określonym nazwom towarzyszy adnotacja związana z konkretnym morskim stadium izotopowym.

## Klimat
W plejstocenie klimat często ulegał zmianom, ochłodzeniom towarzyszyło powstawanie lądolodów i zwiększenie wilgotności (na niższych szerokościach geograficznych). Okresom ociepleń towarzyszyło topnienie pokryw lodowych (całkowite lub częściowe) oraz pustynnienie obszarów równikowych. Holocen rozpoczął się około 11,7 tysięcy lat temu, wraz z ustąpieniem ostatniego lądolodu z terenów środkowej Europy.

### Migracje
Lądolody kontynentalne powodowały wycofywanie się morza; dzisiejszy szelf Morza Północnego był w plejstocenie obszarem zamieszkanym przez paleolityczne ludy koczownicze (Doggerland). Najprawdopodobniej przez pomost lądowy w dzisiejszej Cieśninie Beringa została zasiedlona Ameryka.

## Obszar Polski
Formacje plejstoceńskie pokrywają ponad 90% terytorium terenu Polski. Najstarsze zlodowacenie podlaskie (Narwi) objęło jedynie Polskę północno-wschodnią po Polesie Zachodnie, Kujawy i fragment Wielkopolski.
- Zlodowacenie Gunz (w Polsce zlodowacenie podlaskie)

Ślady: kopalne osady lodowcowe i wodnolodowcowe w Polsce północno-wschodniej.
- Zlodowacenie Mindel (w Polsce zlodowacenia południowopolskie)

Ślady: utwory rzecznolodowcowe i lodowcowe po Karpaty i Sudety.
- Interglacjał wielki (mazowiecki)

Ślady: doliny rzeczne (kopalna sieć rzeczna).
- Zlodowacenie Riss (w Polsce zlodowacenie środkowopolskie).

Ślady: Wyżyna Lubelska, Góry Świętokrzyskie, Wyżyna Łódzka, Wyżyna Śląska, Nizina Śląska.
- Interglacjał eemski

Transgresja morska objęła dolinę dolnej Wisły, po Świecie.
Ślady: osady morskie z morską fauną małżów.
- Zlodowacenie Wurm (w Polsce zlodowacenie północnopolskie)

Ślady: Pojezierze Pomorskie, północna Wielkopolska, Pojezierze Kujawskie, Pojezierze Mazurskie.